# Elisabeth von Maltzahn
Elisabeth Alexandrine Auguste Bertha Margarete Freiin von Maltzahn, auch: Else von Maltzahn (* 24. Januar 1868 in Rühn; † 25. Februar 1945 in Gotenhafen) war eine deutsche Schriftstellerin.

## Leben
Elisabeth von Maltzahn (Nr. 1001 der Geschlechtszählung) entstammte dem so genannten Haus Zettemin des weit verzweigten freiherrlichen Geschlechts von Maltza(h)n. Sie war die älteste Tochter des Großherzoglich mecklenburg-schwerinschen Oberjäger- und Oberforstmeisters (Carl Ludwig Hans) Bogislaw Freiherr von Maltzahn (#991; 1836–1891) aus dessen erster Ehe mit Sophie (Luise Anna Elisabeth), geb. Gräfin von Bernstorff (1847–1875). Sie verbrachte ihre Kindheit und Jugend in Schwerin; später lebte sie in Wernigerode im Harz. 1915 heiratete sie den evangelischen Pfarrer und Publizisten Ernst Friedrich Wilhelm Wengel, der in Godesberg die Zeitschrift „Kreuz und Kraft“ herausgab. Beide Eheleute kamen im Februar 1945 bei der Flucht aus Ostpreußen ums Leben: Kurz nach dem Tod ihres Ehemanns in dem ostpreußischen Ort Rauschen starb auch Elisabeth von Maltzahn Ende Februar 1945 auf dem in Gotenhafen ankernden Flüchtlingsschiff Deutschland und wurde in einem Massengrab in Gotenhafen beerdigt. 
Elisabeth von Maltzahn veröffentlichte Romane, Erzählungen sowie Gedichte. Ihre seinerzeit vielgelesenen erzählenden Werke sind meist in ihrer mecklenburgischen Heimat angesiedelt.

## Werke
- Ilsabe. Schwerin 1898
- Der Hofprediger Ihrer Durchlaucht. Schwerin i.M. 1899. 2. Aufl. 1902 (Digitalisat)
- Doktor Bernhardus. Schwerin 1900
- Luginsland. Schwerin 1900
- Das heilige Blut. Schwerin 1901
- Getraute Treue. Schwerin i.M. 1902
- Eine Königin von Frankreich und Navarra. Schwerin 1903
- Die Linden von Pyrmont. Schwerin 1905
- Osanna in excelsis!. Schwerin 1905
- Hochwaldzauber. Schwerin 1907
- Meiner Seele Feiertag. Schwerin 1907
- Die weiße Frau. Schwerin 1908
- Der heilige Damm. Schwerin 1909
- Das ist gewißlich wahr!. Schwerin i.M. 1910
- Contra naturam?. Schwerin 1912
- Das heilige Nein. Schwein 1912
- Wenn ich die Sonne grüße ... Berlin 1915
- Abseits. Berlin 1916
- Deutsche Saat. Barmen 1916
- Ein Mann. Berlin 1918
- Wenn Mütter sündigen ... Schwerin 1920
- Der Gottesschatz. Schwerin (Meckl.) 1921
- An stillen Feuern. Schwerin i. Mecklb. 1922
- Helle Nächte. Schwerin i.M. 1922
- Töchter der Heimat. Hamburg 1922
- Wenn klare Quellen rauschen ... Schwerin 1924
- Trag Rosen!. Schwerin i.M. 1925
- Aus alten Truhen. Schwerin 1926
- Nur eine Frau. Schwerin i. Mecklbg. 1926
- Von wannen bist du?. Schwerin i.M. 1928
- Du sollst nicht sterben!. Schwerin 1931
- Kreuzfahrer. Berlin 1933
- Jürgen Schwertmann der Freie. Schwerin 1934
- Ein Blütentag. Bad Blankenburg 1940
- Wenn ich ihn nicht habe ... Marburg an der Lahn 1988